# Битва при Мікатаґахара
Битва при Мікатаґахара (яп. 三方ヶ原の戦い, міката-ґа хара но татакаі) — битва, яка відбулася 25 січня 1573 року на плато Мікатаґахара між арміями Токуґави Іеясу і Такеди Сінґена. Перемога у ній дісталася військам останнього. Цей бій став добрим «уроком» для Токуґави Іеясу, який втратив більше половини війська і ледве вирвався із ворожого оточення.

## Передісторія
У 1570 році у центральній Японії оформилися два військово-політичні блоки. Перший складався з сил Оди Нобунаґи та його союзника Токуґави Іеясу. Цей блок контролював столицю Кіото і ряд провінцій на схід від неї. Другий блок складався з буддистів монастирів Хонґандзі та Енрякудзі, а також самурайських родів Такеда, Асакура і Адзаї. Вони знаходилися по сусідству з володіннями членів першого блоку і утворювали так звану антинобунаґівську коаліцію. Негласним головою цього утворення був Асікаґа Йосіакі, останній сьоґун сьоґунату Муроматі.
Перше зіткнення двох блоків закінчилося великою поразкою коаліції — війська Асакура і Адзаї були розбиті в битві на річці Анеґава у серпні 1570 року. Це змусило
сьоґуна прохати термінової допомоги у наймогутнішого члена антинобунаґівського блоку — Такеди Сінґена, голови роду Такеда і володаря провінцій Кай, Сінано і Суруґа (суч. префектури Яманасі, Наґано та Сідзуока). Для підготовки «походу на столицю» знадобилося два роки.
У середині листопада 1572 року Такеда Сінґен вирушив із 25.000 військом до Кіото. Перед завоюванням столиці він вирішив знищити східного союзника Оди Нобунаґи, Токуґаву Іеясу, володаря провінцій Мікава і Тотомі (суч. префектури Айті і Сідзуока). Опору наступаючій армії практично не було. Місцева знать масово переходила на бік уславленого полководця Сінґена. Оскільки Токуґава міг виставити проти агресорів лише 8.000 вояків, він негайно звернувся по військову допомогу до Оди. Проте в цей час його союзник був зайнятий і зміг надіслати йому лише 3.000 солдатів.
За півтора місяця сили Такеди захопили половину ворожих земель — західну частину Тотомі і північну частину Мікава. 22 січня 1573 року було здобуто замок Футамата, що ізолювало резиденцію Токуґава Іеясу у фортеці Хамацу. Бездіяльність противника лише посилювала зрадницькі настрої серед його васалів.
24 січня 1573 року на військовій нараді Токуґава Іеясу вирішив дати вирішальний бій військам Такеди. Хоча командири відмовляли його від такого ризикованого плану, пропонуючи бити ворога під захистом стін фортеці Хамамацу, Токуґава виголосив, що «битви залежать не від кількості солдатів, а від волі Небес» і віддав наказ воякам готуватися до відкритого бою у полі.

## Битва
Зранку, 25 січня 1573 року, армія Такеди Сінґена виступила із замку Футамата у південному напрямку до фортеці Хамамацу, резиденції Токуґави. Останній вирішив, що противник збирається брати її штурмом і вийшов назустріч із військом. Проте Такеда пройшов повз фортецю, звернувши на північний захід до плато Мікатаґахара, заманюючи за собою Токуґаву Іеясу.
Це плато, протяжність якого з півночі на південь становила 15 км, а з заходу на схід — 10 км, було вкрито густою травою. Рівний рельєф та відсутність лісу дозволяла ефективно використати кінноту, основну ударну силу Такеди Сінґена. По краям плато були звивисті, подекуди скелясті уступи, що унеможливлювало швидкий відступ противника. Такеда навмисно обрав це місце для фінального бою, аби одним махом покінчити з родом Токуґава.
Тим часом Токуґава Іеясу не розгадав ворожого маневру. Він вирішив, що ворог збирається пройти плато Мікатаґахара і рушити на північ. Користуючись таким шансом, Токуґава задумав розбити велику армію противника на вузьких скелястих дорогах під час її спуску з плато, коли вона зруйнує свої порядки. Він віддав наказ слідувати за силами Такеди і вивів усе своє військо до Мікатаґахари.
Коли ж Токуґава здійнявся на плато, він зрозумів, що потрапив у пастку. Перед ним стояли ряди ворожої армії, вишикувані клином, готові у будь-який час атакувати його порядки. Оскільки швидкий відступ був неможливий через особливості рельєфу плато, Токуґаві Іеясу нічого не залишалось як розставити своє військо у оборонну позицію у формі вивернутого клина — «крило журавля».
Незважаючи на істотну чисельну перевагу, Такеда Сінґен не поспішав з наступом. Тривалий час противники стояли один навпроти одного. Нарешті, о 2 годині пополудні, група самураїв Токуґави не витримала напруги і самовільно кинулася в атаку. Побачивши це, Іеясу наказав усім наявним силам навздогін штурмувати позиції ворога. Такеда Сінґен лише цього і чекав. Коли військо противника перетворилося на некерований натовп, він наказав своїм загонам вдарити по ньому. Вояки Токуґави розгубилися і почали відступати. В цей момент на них налетіла кіннота Такеди, яка посіяла паніку серед відступаючих.
За декілька годин Токуґава Ієясу залишився практично без війська, оточений з усіх сторін ворожими підрозділами. Йому ледве вдалося вирватись з плато, перевдягнувшись рядовим лучником-вершником. По дорозі Токуґава зміг прорватися крізь ворожу заставу і повернутися до своєї фортеці Хамамацу. Він навмисно залишив її ворота відкритими, аби вцілілі вояки його армії могли повернутися якомога швидше. Тим часом Такеда Сінґен припинив переслідування і не відважився з наскоку взяти розчинену фортецю, підозрюючи Токуґаву у якомусь військовому трюкові.

## Наслідки
Битва при Мікатаґахара була останнім боєм Такеди Сінґена. Через чотири місяці, 13 травня 1573 року він помер від хвороби. Похід на столицю відклали, а війська роду Такеда повернулися додому. Хоча битва була виграна, вона не дала бажаних результатів. Анти-нобунаґівська коаліція розпалася, а разом із нею у 1573 році припинив існування сьоґунат Муроматі. Військово-політичний блок Оди і Токуґави вийшов переможцем з війни.
Для Токуґави Іеясу поразка у битві при Мікатаґахара була добрим уроком на майбутнє. Вона розвинула у ньому такі риси характеру, як терплячість і виваженість. Саме ці дві чесноти допомогли Токуґаві виграти чимало наступних битв і заснувати власний сьоґунат. Попри те, що Такеда Сінґен був його ворогом, він вшановував його як свого «військового наставника». Коли Сінґен помер, Іеясу так згадував про нього у розмові зі своїми васалами:
|  | Такі видатні полководці, як Сінґен народжуються рідко. Я з дитинства багато у чому бажав бути схожим на нього. Саме Сінґен є для мене вчителем війни. Чудово, коли у сусідній країні є сильний ворог. Це змушує твоє серце бути обережним, старанним і виваженим у кожному кроці. Завдяки цьому управління [власною країною] нормалізується, а правлячий дім згуртовується. Коли ж по сусідству сильного ворога немає, ніхто не цікавитиметься військовою справою. І верхи, і низи [власної країни] будуть погорджувати один одним. Страх і сором зникне з їхніх сердець і [країна] ослабне. Тому немає причин радіти зі смерті такого ворожого полководця як Сінґен. |

У військовій та історичній літературі битва при Мікатаґахара є прикладом успішної операції, в якій головну роль зіграв обманний маневр Такеди.